# 维贾雅南达·达哈纳亚克
维贾雅南达·达哈纳亚克（Wijeyananda Dahanayaka; 1902年10月22日—1997年5月4日） 斯里兰卡政治人物。1959年9月到1960年3月任锡兰总理。

## 生平

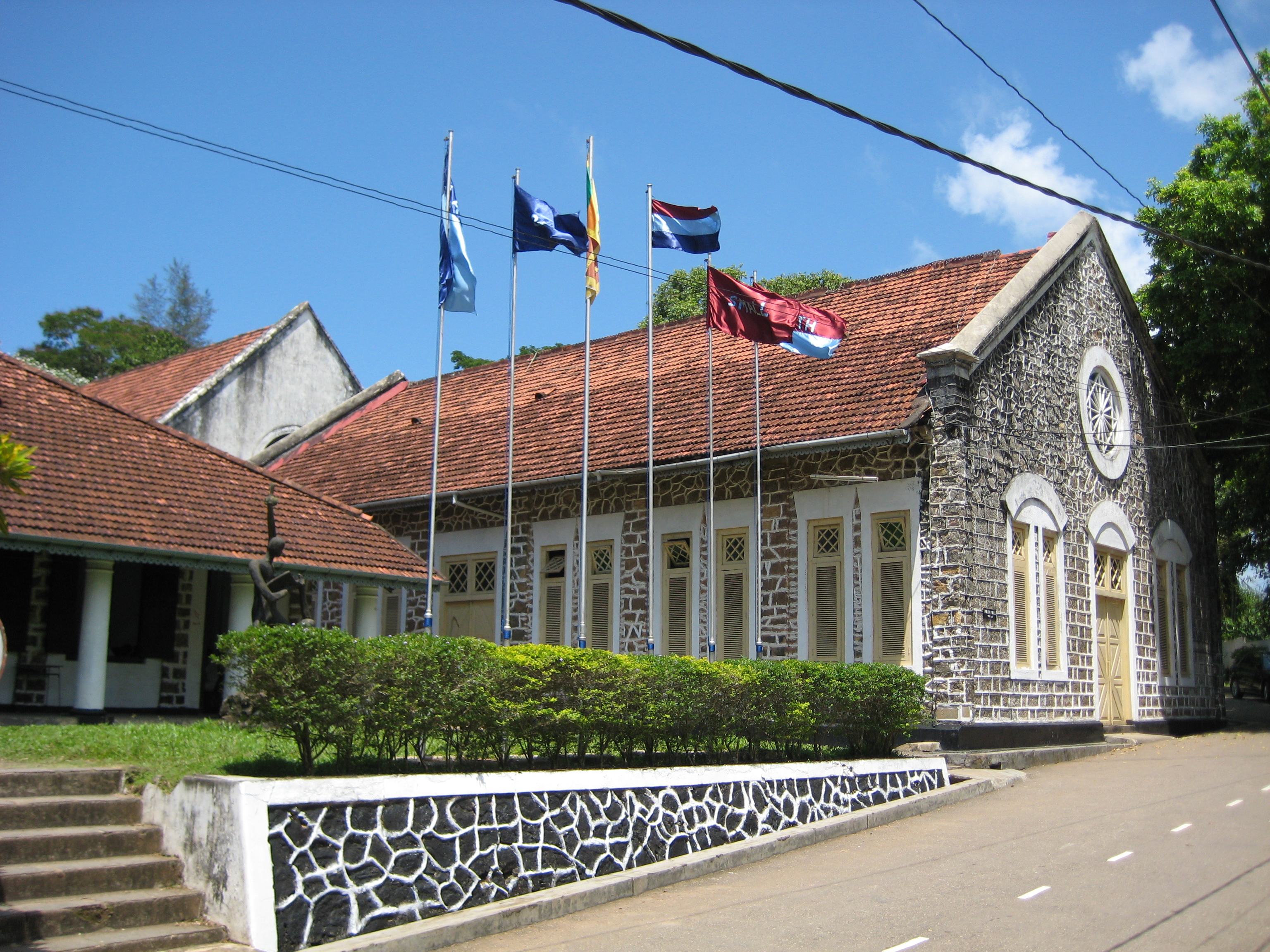
年轻的达哈纳亚克入读加勒的里奇蒙学院.

达哈纳亚克出生于斯里兰卡西南加勒老城（Galle） ，就读于斯里兰卡南部的一个著名的教育机构加勒里奇蒙学院，1956年到1959年任所罗门·班达拉奈克政府的教育部长。班达拉奈克在1959年9月被暗杀后，他继任总理兼国防、对外事务和教育部长，领导过渡政府。1960年3月大选，他组建锡兰民主党（Lanka Prajathanthravadi Pakshaya）参选，但未能当选议员。1965年到1970年任达德利·森纳那亚克政府的内政部长，1986年到1988年任朱尼厄斯·理查德·贾亚瓦尔德纳政府的合作社部长。1997年5月4日去世，享年94岁。